# Nieuwendijk
Nieuwendijk er en gade i Amsterdam. Gaden forbinder Kalverstraat med Haarlemmerstraat og ligger ved Hovedbanegården. Gaden er en gågade og en af de vigtigste indkøbsgader sammen med P.C. Hooftstraat og Kalverstraat

## Eksterne link
- Nieuwendijk

52°22′33″N 04°53′43″Ø / 52.37583°N 4.89528°Ø